# Čret Posavski
Čret Posavski is een plaats in de gemeente Orle in de Kroatische provincie Zagreb. De plaats telt 105 inwoners (2001).